# 国家综合配套改革试验区

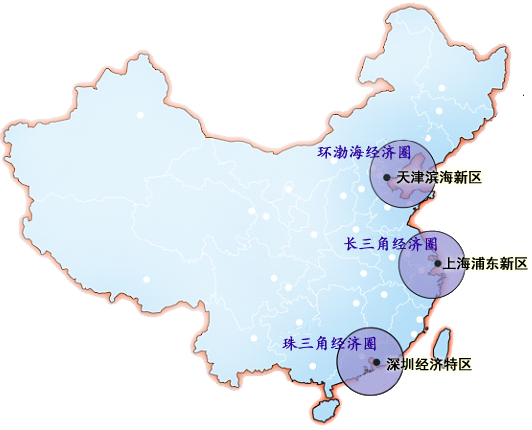
“新特区”引领的中国三大经济增长极

国家综合配套改革试验区，为了区别于1980年代的经济特区，综合配套改革试验区常被称为“新特区”，是中华人民共和国为了顺应经济全球化与区域经济一体化趋势和完善社会主义市场经济体系内在要求，在科学发展观指导下，国家所建立的以制度创新为主要动力，以全方位改革试点为主要特征，对全国社会经济发展带来深远影响的实验区。国家综合配套改革试验区除了具有 “经济开发区”、“经济特区”、农村综合改革试验区的内涵，还涉及到社会经济生活的方方面面的改革，是一项以全面制度体制建设的方式推进改革的系统过程。
2014年6月10日，国家发展改革委員會(简称 发改委)副秘书长范恒山在国新办新闻发布会上表示，国务院已经先后批准了12个国家综合配套改革的试验区，这些试验区从主题上分可以分为：第一主题开发开放的上海浦东新区、天津滨海新区、深圳市、厦门市、义乌市的试验区，第二主题统筹城乡的重庆和成都，第三主题两型社会建设的武汉城市圈和长株潭城市群，第四主题新型工业化道路探索的沈阳经济区，第五主题农业现代化的黑龙江省的两大平原，第六主题还有资源型经济转型的山西省。
此外，国务院还设立多种区别于“综合配套改革试验区”的试验区，例如金融试验区：浙江省温州市、广东省珠江三角洲、福建省泉州市、云南省广西壮族自治区、山东省青岛市，以及广东汕头华侨试验区和广西东兴、内蒙古满洲里、云南瑞丽市国家级重点开发开放试验区，标志着中国进入新一轮改革时期。

## 设立背景
1980年代设立的一些经济特区在经济上得到了高度的发展，但是许多其他社会问题开始显现，且日趋严重。这些问题包括：城乡贫富差距、城乡居民身分差距、社会福利保障缺失、城市规划混乱、环境污染、产业结构单一等等。中国政府遂计划加快城市化进程，有意避免经济发展过热，通过调整城乡人口比例来缩小城乡差距带来的一系列问题。2005年6月，上海浦东新区成为首个综合配套改革试验区。2006年5月，中国国务院批准天津滨海新区为全国综合配套改革试验区，更可在涉外经济体制、金融管理、土地使用等方面改革上有所突破。2007年，中国共产党十七大后开始进行专题性试验，十七大报告的文字表述是专题性试验区的基础。

## 改革措施
与经济特区相比，配套改革试验区有很大的不同。经济特区主要表现在经济对外开放，通常情况下着重吸引外资，以增进当地税收，从而带动经济增长。而配套改革试验区则注重社会经济各个层面的体制改革和创新，以求全面发展，力图带动周边地区的联系和共同进步。上海浦东新区和天津滨海新区的设立就是为了探索在沿海对外贸易为框架下的社会经济体制改革，以及对其他地区拉动影响的效果和方式。2007年，中国共产党十七大后开始进行专题性试验，十七大报告提出对统筹城乡、资源节约型和环境友好型社会建设和新型工业化等专题的重视，因此专题性试验区应运而生。

## 综合配套改革试验区
| 顺序 | 名称                                         | 设立日期   | 改革层面 |
| ---- | -------------------------------------------- | ---------- | --- |
| 1    | 上海浦东新区综合配套改革试验区               | 2005年6月  | 主动服务长三角一体化发展国家战略，率先在推动土地、劳动力、资本、技术、数据信息等要素市场化、区域一体化配置方面取得突破。 |
| 2    | 天津滨海新区综合配套改革试验区               | 2006年5月  | 重点围绕京津冀协同发展，推进劳动力、资本、技术、数据信息等要素市场一体化。                                               |
| 3    | 重庆市统筹城乡综合配套改革试验区             | 2007年6月  | 推进城乡土地、劳动力等要素流动和优化配置，健全城乡融合发展体制机制，推进乡村振兴。                                       |
| 4    | 成都市统筹城乡综合配套改革试验区             | 2007年6月  | 推进城乡土地、劳动力等要素流动和优化配置，健全城乡融合发展体制机制，推进乡村振兴。                                       |
| 5    | 武汉城市圈“两型”社会建设综合配套改革试验区   | 2007年12月 | 聚焦落实长江经济带发展战略，坚持“共抓大保护”，着力推进城市圈（群）内生态环境保护一体化发展。                             |
| 6    | 长株潭城市群“两型”社会建设综合配套改革试验区 | 2007年12月 | 聚焦落实长江经济带发展战略，坚持“共抓大保护”，着力推进城市圈（群）内生态环境保护一体化发展。                             |
| 7    | 深圳市综合配套改革试验区                     | 2008年5月  | 全面落实粤港澳大湾区发展战略，积极推进中国特色社会主义先行示范区建设，努力创建社会主义现代化强国的城市范例。             |
| 8    | 沈阳经济区新型工业化综合配套改革试验区       | 2010年4月  | 以推进国资国企改革和促进民营经济发展为重要抓手，推动产业转型升级和营商环境优化，提升新型工业化发展水平。                 |
| 9    | 山西省资源型经济转型综合配套改革试验区       | 2010年11月 | 以推动能源革命、深化国有企业改革、提高生态环境质量为重点，深化资源型经济转型改革。                                       |
| 10   | 浙江省义乌市国际贸易综合改革试点             | 2011年3月  | 积极推进“一带一路”建设战略，创新国际合作新模式，完善市场采购贸易方式，推进国际贸易大众化发展。                           |
| 11   | 厦门市深化两岸交流合作综合配套改革试验区     | 2011年12月 | 拓展两岸交流合作广度和深度，实行更高水平的投资贸易自由化、便利化。                                                       |
| 12   | 黑龙江省“两大平原”现代农业综合配套改革试验区 | 2013年6月  | 以推进农业供给侧结构性改革为主线，加快发展现代农业，推进乡村振兴。                                                       |

- 上海市浦东新区
- 天津市滨海新区
- 深圳市

## 其他试验区

### 金融综合改革试验区
| 顺序 | 名称                                                     | 设立日期       |
| ---- | -------------------------------------------------------- | -------------- |
| 1    | 浙江省温州市金融综合改革试验区                           | 2012年3月28日  |
| 2    | 珠江三角洲金融改革创新综合试验区                         | 2012年7月25日  |
| 3    | 福建省泉州市金融服务实体经济综合改革试验区               | 2012年12月21日 |
| 4    | 云南省、广西壮族自治区沿边金融综合改革试验区             | 2013年11月27日 |
| 5    | 青岛市财富管理金融综合改革试验区                         | 2014年2月10日  |
| 5    | 济南市科创金融改革试验区                                 | 2021年11月25日 |
| 5    | 上海市、南京市、杭州市、合肥市、嘉兴市科创金融改革试验区 | 2022年11月18日 |

### 华侨经济文化合作试验区
2014年9月15日，国务院正式发文《国务院关于支持汕头经济特区建设华侨经济文化合作试验区有关政策的批复》（国函〔2014〕123号） ，同意设立中国汕头华侨经济文化合作试验区。试验区处于汕头经济特区核心地带，区位条件优越，比较优势突出，具备加快发展的条件和潜力。要以邓小平理论、“三个代表”重要思想、科学发展观为指导，深入贯彻党的十八大和十八届三中全会精神，按照党中央、国务院的部署，充分发挥华侨华人资源优势，把试验区建设作为汕头经济特区进一步深化改革开放和建设21世纪海上丝绸之路重要门户的重大举措，积极开展先行先试，为新时期全面深化改革、扩大对外开放探索新路。

### 重点开发开放试验区
2012年7月9日，国务院原则同意广西东兴、云南瑞丽、内蒙古满洲里重点开发开放试验区建设实施方案。